# Pitikwahanapiwiyin

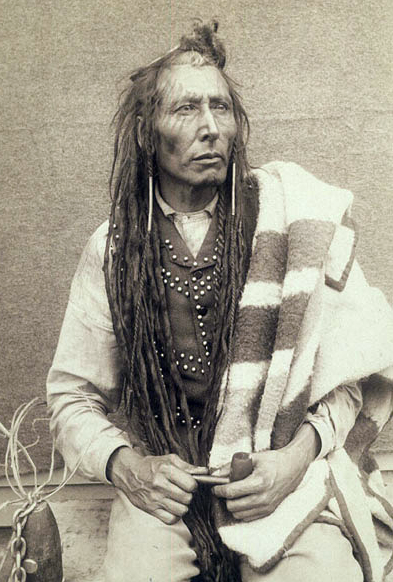
Häuptling Pitikwahanapiwiyin oder Poundmaker

Pitikwahanapiwiyin, oft auch Poundmaker (* um 1842 in der kanadischen Provinz Saskatchewan; † 4. Juli 1886 in Blackfoot Crossing in der kanadischen Provinz Alberta), war ein einflussreicher Häuptling der River Cree (Sīpīwininiwak), der östlichen Untergruppe der Plains Cree. Seine Gefolgschaft bestand hauptsächlich aus Plains River Cree (Sīpīwininiwak-paskwāwiyiniwak), einer Gruppe der River Cree, sowie Woods River Cree (Sīpīwininiwak-sakāwiyiniwak), Western Woodland Cree (Sakāwiyiniwak) und Stoney.
Er war der Sohn von Sikakwayan, einem Schamanen der Stoney, und dessen Frau, einer Métis. Pitikwahanapiwiyin wurde 1873 von Isapo-Muxika (Crowfoot), dem Häuptling der Siksika, einer Stammesgruppe der Blackfoot, adoptiert, da dessen eigener Sohn in einer Schlacht getötet worden war. Er war an den Verhandlungen des 6. kanadischen Reservationsvertrages (Treaty No. 6) 1876 beteiligt und ging 1879 mit seinen Gefolgsleuten in die Reservation, das Poundmaker Reserve. Später war er während der Nordwest-Rebellion an der Belagerung von Battleford und der Schlacht am Cut Knife beteiligt.